# Zdeněk Lohelius Klindera
Zdeněk Lohelius Klindera, Th.D., O.Praem. (* 15. ledna 1958 Praha) je český katolický kněz a premonstrát.

## Život
Studoval na Římskokatolické cyrilometodějské bohoslovecké fakultě v Litoměřicích, během studií vstoupil tajně do premonstrátského řádu. Přijal řeholní jméno Lohelius (dle někdejšího strahovského opata a pražského arcibiskupa Jana Lohelia). Vysvěcen na kněze byl v roce 1988. Dva roky poté působil jako kaplan v Mladé Boleslavi v litoměřické diecézi. V letech 1990–1992 byl kaplanem v Jihlavě u sv. Jakuba, od roku 1992 působil nějaký čas ve Strahovském klášteře jako novicmistr. Od 1. ledna 1995 je správcem Košířské farnosti a kostela sv. Jana Nepomuckého.
Je znám svou angažovaností v občanském životě, veřejně se vyjadřuje k otázkám rasismu, politické a náboženské nesnášenlivosti, procesu sekularizace a vztahu modernismu a tradicionalismu v české církvi. Učil na Katolické teologické fakultě Univerzity Karlovy, kterou však musel pro spory s novým vedením po odchodu děkana Václava Wolfa v roce 2022 opustit. Populární jsou jeho úvahově založené sarkastické kritiky úvah a závěrů Tomáše Halíka.[zdroj?]
V současnosti[kdy?] je vedle funkce administrátora v Košířích také podpřevorem Strahovského kláštera a duchovním asistentem Českomoravské provincie kongregačních sester premonstrátek. Klindera je také členem hudební skupiny DISTANCE, která hraje melodický big beat s tomistickými texty, a kapitánem FC Sion Pražské fotbalové ligy.

## Dílo
- Tradiční a netradiční modely Eucharistie [rukopis]. Doktorská práce, vedoucí práce Václav Wolf
- 125 let od konstituce Dei Filius. Recenze akce: Mezinárodní kongres fundamentální teologie k 125. výročí konstituce 1. vatikánského koncilu Dei Filius. In: Teologické texty, ročník 26, č. 5 (1995), s. 174. ISSN 0862-6944